# Boulevard Gabriel-Péri (Rosny-sous-Bois)
Pour les articles homonymes, voir Boulevard Gabriel-Péri.
Le boulevard Gabriel-Péri est une voie de communication de Rosny-sous-Bois. Il suit le tracé de la route nationale 302.

## Situation et accès

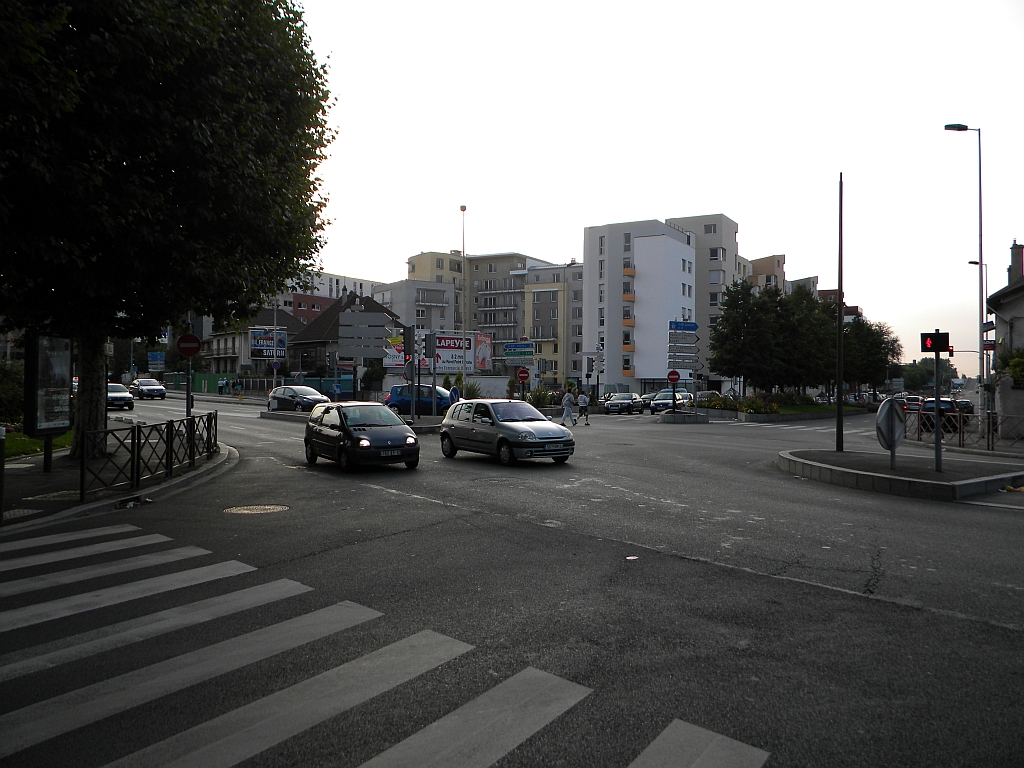
Le boulevard Gabriel-Péri.

Orienté d'ouest en est, ce boulevard commence son tracé à l'intersection du boulevard éponyme à Noisy-le-Sec et de la ruelle Boissière, au-dessus de la ligne 11 du métro de Paris.
Il traverse ensuite le rond-point de l'Europe, où convergent la rue de Lisbonne et la rue Jules-Ferry. Il passe alors sous l'autoroute A86, puis croise l'avenue du Général-de-Gaulle. Il forme ensuite le point de départ de la rue Conrad-Adenauer, qui longe le cimetière. Après avoir traversé la place Van Der Heyden où débouche la rue Richard-Gardebled, il franchit la ligne de Paris-Est à Mulhouse-Ville et se termine au droit de la rue Villebois-Mareuil, dans l'axe de l'avenue du Président-John-Kennedy (Anciennement avenue de Villemomble, puis renommée en 1964 en mémoire du président des États-Unis d'Amérique, assassiné l'année précédente).
Il est desservi par la station de métro Coteaux Beauclair sur la ligne 11.

## Origine du nom

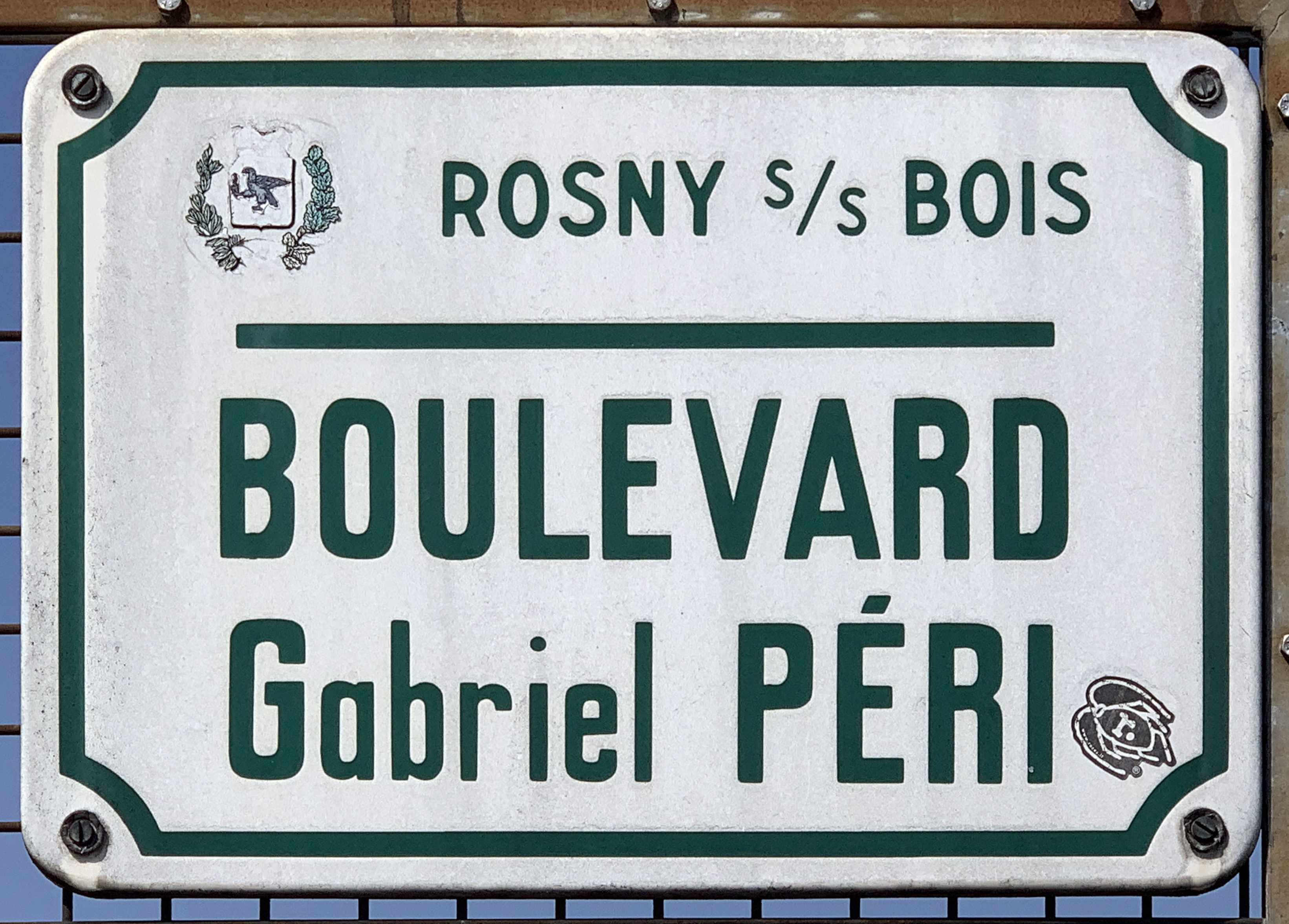
Plaque du boulevard.

Ce boulevard a été nommé en hommage au journaliste Gabriel Péri (1902-1941), arrêté comme résistant et fusillé comme otage.

## Historique

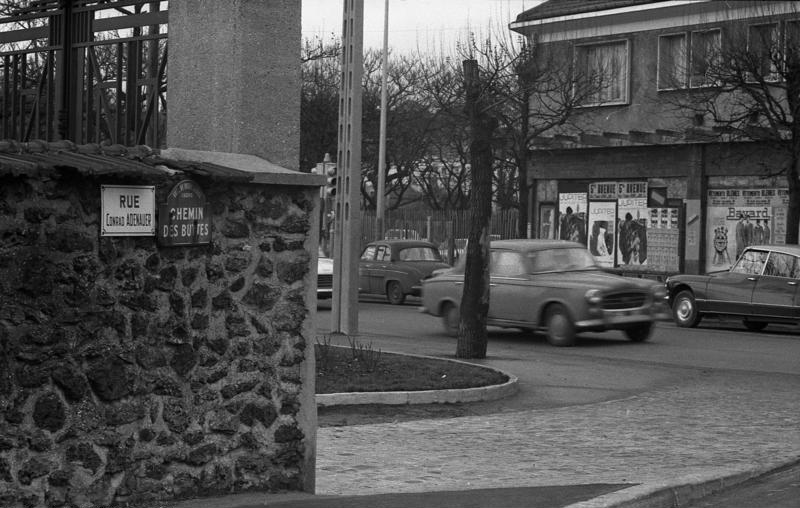
Le boulevard à l'angle du cimetière et de la rue Conrad-Adenauer.

## Bâtiments remarquables et lieux de mémoire
- Viaduc des Coteaux-Beauclair[2].
- Golf de Rosny-sous-Bois.

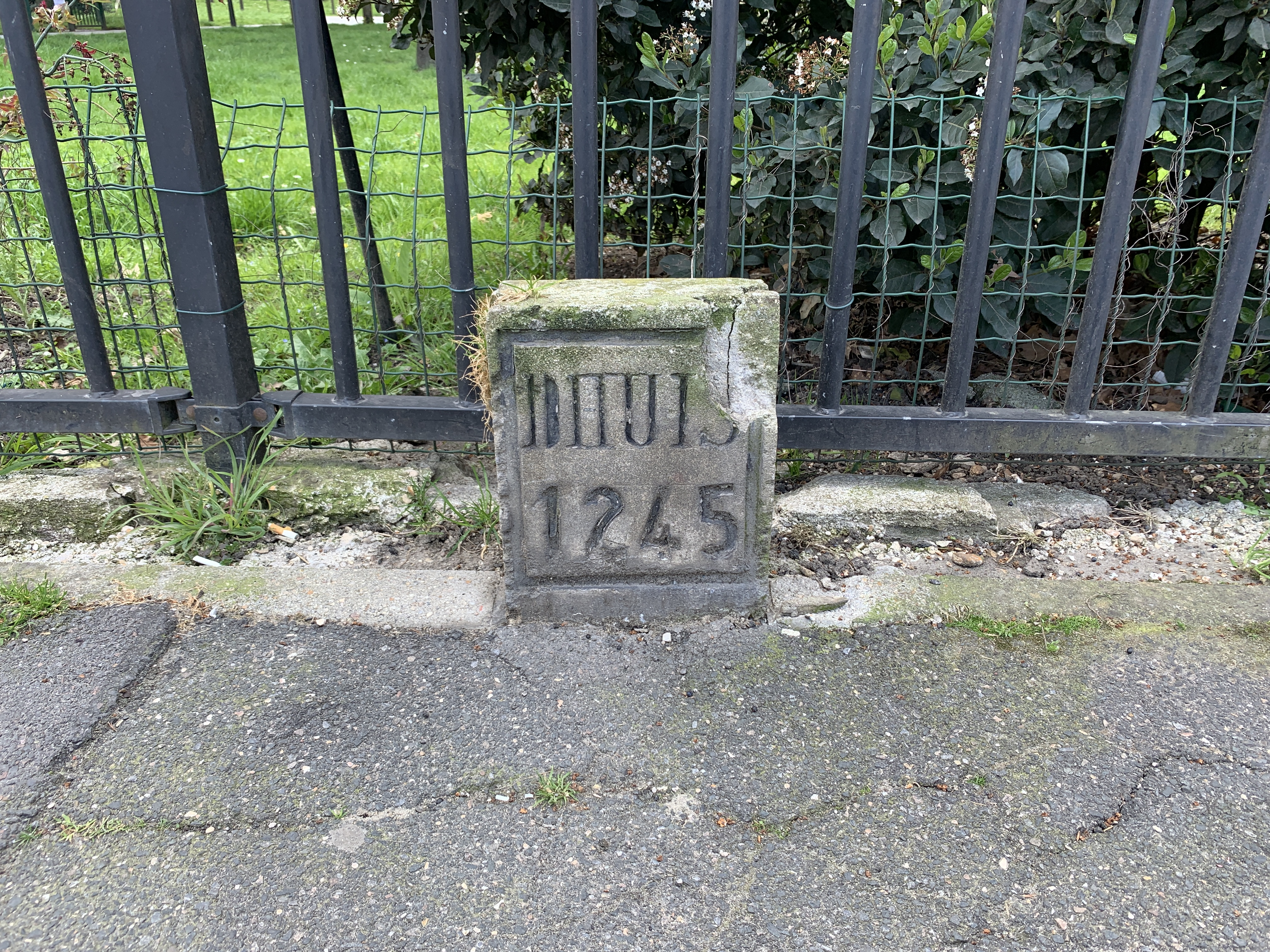
Point hectométrique 1245 de l'aqueduc de la Dhuys, en 2021.

- Ancien cimetière de Rosny-Sous-Bois[3].
- Le point hectométrique no 1245 de l'aqueduc de la Dhuys[4].